# Lyse landskommun
Lyse landskommun var tidigare en kommun i dåvarande Göteborgs och Bohus län. 

## Administrativ historik
Kommunen bildades i Lyse socken i Stångenäs härad i Bohuslän då 1862 års kommunalförordningar trädde i kraft den 1 januari 1863.
Ett municipalsamhälle med namnet Slättens municipalsamhälle inrättades från den 6 november 1911. Den delen bröts 1931 ut ur kommunen och inkorporerades med Lysekils stad, varvid municipalsamhället upplöstes.
Vid kommunreformen 1952 inlemmades resten av Lyse i Lysekils stad.
Lyse landskommun ingår sedan 1971 i Lysekils kommun.

## Politik

### Mandatfördelning i valen 1938-1946
| 16 | 2 | 1 | 5 |

| 24 |

| 14 | 10 |

| 22 |

| 14 | 10 |

| 24 |